# Hauptplatine

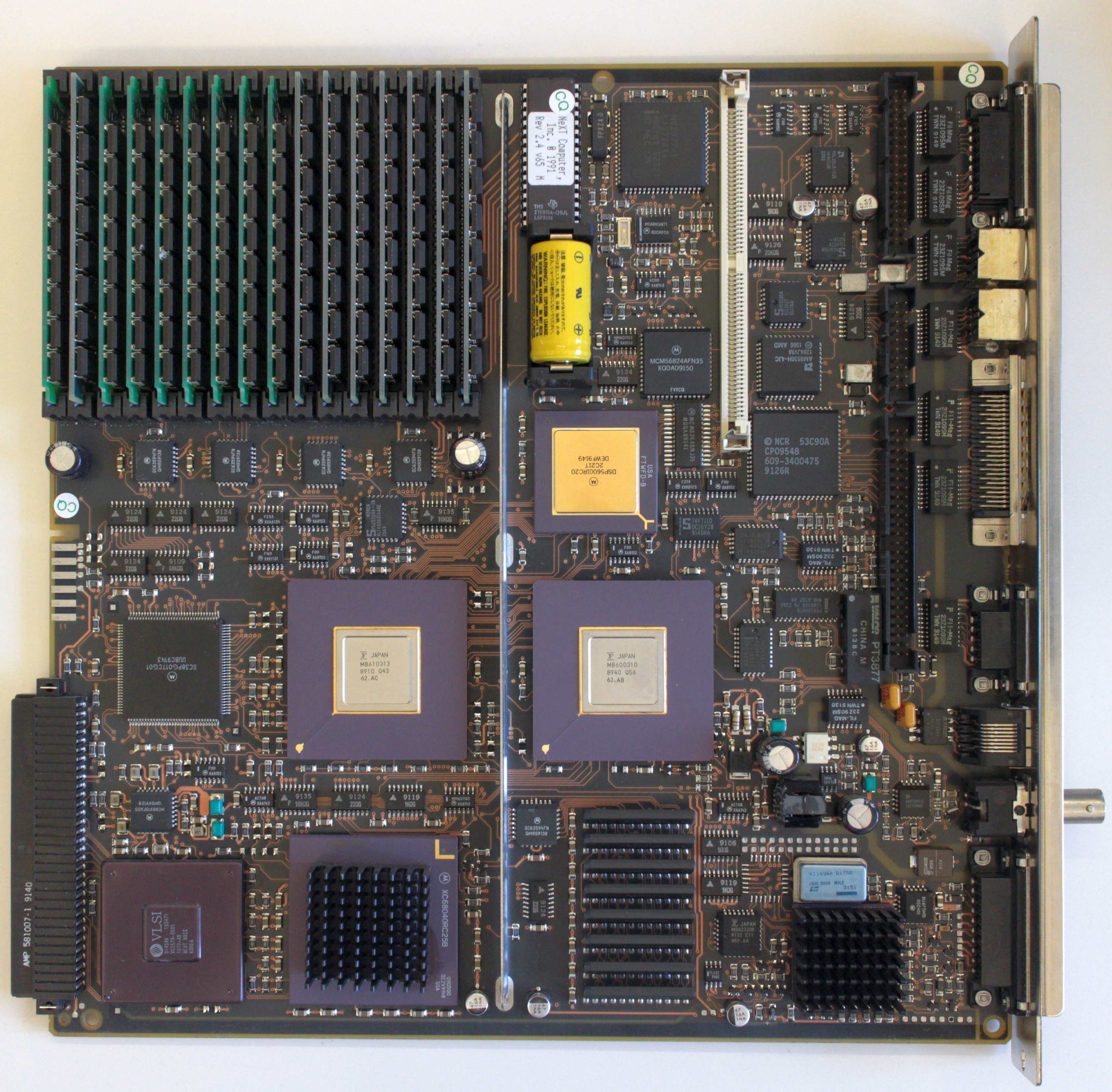
Hauptplatine des NeXTcube-Computers von 1990 mit Prozessor Motorola 68040 und digitalem Signalprozessor

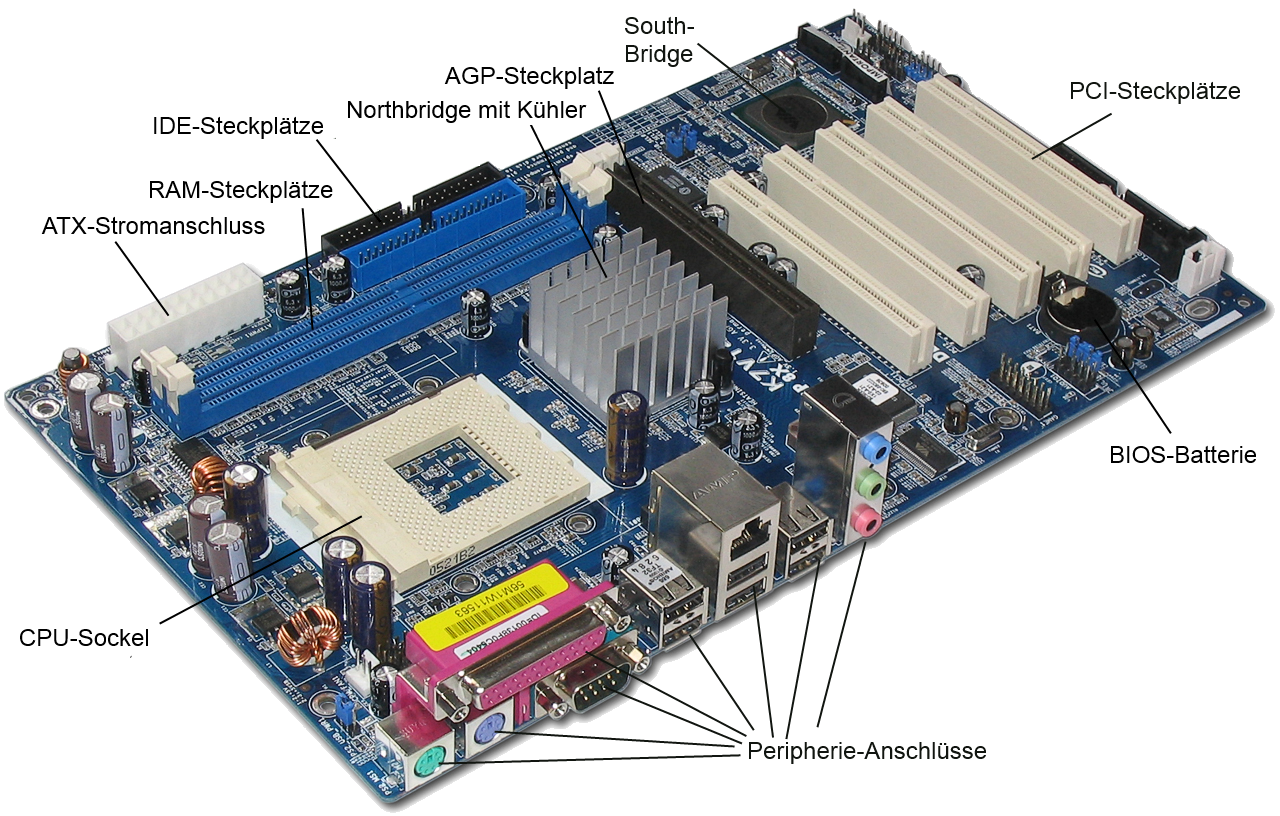
Hauptplatine aus dem Jahr 2004 (ASRock K7VT4A Pro)

Die Hauptplatine (englisch Mainboard; auch Motherboard oder system board, im Apple-Umfeld Logicboard) ist die zentrale Platine eines Computers. Auf ihr sind die einzelnen Bauteile wie Prozessorsockel, RAM-Steckplätze, der BIOS-Chip mit der integrierten Firmware, Schnittstellen-Bausteine und Steckplätze für Erweiterungskarten montiert; die dafür notwendigen Leiterbahnen sind auf mehrere Lagen (Layer) verteilt. In diesem Artikel geht es ausschließlich um Personal Computer, allerdings wird der Begriff Hauptplatine auch in vielen modernen Geräten der Unterhaltungselektronik, mobilen Geräten, wie z. B. Smartphones, Tablet-Computer oder sonstigen Beispielen für die Verwendung eines System-on-a-Chip gebraucht.

## Aufgaben
Die Hauptplatine beinhaltet den Sockel für die CPU, Steckplätze für Speicherbausteine und Erweiterungskarten wie Grafik-, Sound- und Netzwerkkarten sowie Bausteine, die die Komponenten miteinander verbinden. Die ehemalige Aufteilung in eine Northbridge für die hochperformante Anbindung von Arbeitsspeicher und Grafikkarte und eine Southbridge für Festplatte, PCI-Steckplätze und Peripheriegeräte ist mittlerweile verschwunden. Funktionen, wie etwa der Speichercontroller, sind nun in der CPU selbst integriert, weswegen ein Zwei-Chip-Design überflüssig wurde. Manche sprechen dennoch weiterhin von einer Southbridge und einem Chipsatz, obwohl es faktisch nur noch ein zentraler Baustein auf der Hauptplatine ist.
Viele ehemalige Einzelkomponenten sind heute bereits fest auf dem Mainboard integriert (onboard), besonders Sound- und Netzwerkkarten sind praktisch ausnahmslos Standard und genügen den Anforderungen vieler Benutzer. Auch bei den Schnittstellen fand im Laufe der Zeit eine Integration auf die Hauptplatine statt. Während früher selbst Standard-Anschlüsse wie die serielle („RS-232“, „COM“) und parallele („LPT“) Schnittstelle nur über Steckkarten realisiert wurden, sind mit Einführung des ATX-Formates (Mitte/Ende der 1990er) alle üblichen Ports schon auf der Hauptplatine vorhanden. Mehrere USB-Buchsen sind fester Bestandteil jedes I/O-Shields, mittlerweile seltener PS/2-Schnittstellen für Maus und Tastatur (wenn überhaupt, dann oft nur noch als Comboanschluss), die bereits erwähnten Audio- und Netzwerkanschlüsse, und, je nach Ausrichtung des Boards, Video-, eSATA-, und andere Ports. Mitunter müssen selten genutzte Anschlüsse aus Platzgründen auf Slotblenden ausgelagert werden, sodass etwa noch ein Gameport zur Verfügung gestellt werden kann. Die ehemalige Vielfalt von verschiedenen Anschlüssen für externe Komponenten ist heute weitgehend verschwunden und durch USB ersetzt worden. Anders als bei Notebooks waren Onboard-Grafikkarten im Desktopbereich eher selten zu finden, obwohl sie für Bürorechner durchaus ausreichende Leistung boten. Um das Jahr 2010 herum wurde mit der Northbridge auch die integrierte Grafik in den Prozessor verschoben. Sie gewinnt seit Einführung kleiner Bürorechner wie den NUCs wieder an Relevanz.
Für interne Komponenten werden auf dem Mainboard außerdem diverse Serial-ATA-Ports („SATA“) bereitgestellt, was inzwischen ein Standard für Festplatten und optische Laufwerke ist, für SSDs jedoch von M.2/NVMe abgelöst wird. ATA/ATAPI (PATA/IDE)-Schnittstellen sind, wenn überhaupt, nur noch einmal vorhanden, während früher zwei (Primary und Secondary) zum Anschluss von bis zu vier Laufwerken üblich waren. Anschlüsse für die früher häufigen Floppy-Laufwerke sind heute gar nicht mehr zu finden. Auch hier übernimmt ein Schnittstellentyp den Anschluss sämtlicher Komponenten, wobei auch die Substitution der Diskette durch USB-Sticks eine Rolle spielt.
Bei den Steckplätzen (englisch slots) für Erweiterungskarten verlief die Entwicklung vom XT-Bus über den ISA-Bus, den EISA-Bus, den PCI-Bus zum PCI-Express-Bus (PCIe), der gegenwärtig (2010) im nichtprofessionellen (consumer) Bereich aktuell ist. Im Serverbereich ist PCI-X noch aktuell, wobei auch hier der Übergang zu PCIe vollzogen wird. Ferner gab es Parallelentwicklungen wie den MCA-Bus und spezielle Steckplätze für Grafikkarten wie den VLB- und den AGP-Slot. Auch diese sind inzwischen vollständig durch PCIe abgelöst. Gelegentlich erscheinen aber bis heute (2021) noch neue Mainboards mit PCI-Anschlüssen neben PCIe.
Steckplätze werden heute fast nur noch belegt, wenn in einem Aufgabenbereich besonders hohe Leistung gefragt ist, welche von den Onboard-Komponenten nicht geliefert werden kann, oder mit Steckkarten spezielle Funktionen nachgerüstet werden, die von den Onboard-Komponenten nicht abgedeckt werden. All diese Karten besitzen eigene Prozessoren, die den Hauptprozessor des Systems entlasten und auf den jeweiligen Einsatzzweck optimiert sind. Onboard-Komponenten lassen Berechnungen dagegen von der CPU durchführen, weswegen ihre Leistung unter großer Belastung des Rechners einbrechen kann. Neben Grafikkarten sind insbesondere Festplattencontroller gängige Komponenten, die in professionellen Systemen RAID-Funktionalität für bis zu 28 SAS- oder SATA-Festplatten bieten können. Sie sind zudem bei Defekt ohne Datenverlust austauschbar, was bei Onboard-RAID nicht möglich ist, und besitzen eigene XOR-Einheiten für die Paritätsberechnung. Daneben gibt es noch Ein- oder Mehrport-Netzwerkkarten für Kupfer- und Glasfasernetzwerke sowie Soundkarten mit umfangreichen digitalen und analogen Ein- und Ausgängen. Für Controllerkarten für antiquierte Anschlüsse wie etwa RS-232 oder Parallelport genügt die PCI-Schnittstelle vollkommen, während z. B. USB-3.0-Erweiterungskarten auf die hohe Datenrate von PCI-Express x1 oder höher angewiesen sind. In vielen Bereichen, in denen Anschlüsse extern verfügbar gemacht werden (z. B. RS232, Parallelport, PS/2, TV-Tuner, Video, Sound) sowie für WLAN und früher Modems, stehen Steckkarten in Konkurrenz zu USB.

## Bauformen

### Formate

Maße von Hauptplatinenstandards (in mm)

Das Format der Hauptplatinen wird nach dem Formfaktor unterschieden. Mit dem IBM PC AT wurde 1984 zunächst das AT-Format eingeführt. Seit 1995 ist das ATX-Format aktuell. Es löste das AT-Format ab und brachte diverse Umstellungen an Gehäusen und Netzteilen mit sich. Es existieren diverse Variationen von ATX und AT, um auch kompaktere Geräte ohne proprietäre Formate bestücken zu können, etwa Baby-AT oder µATX. Mini-ITX, Flex-ATX und Micro-ATX passen in ATX-Gehäuse. Steckplätze, Schrauben und das Fenster für I/O-Shield befinden sich an einheitlichen oder derselben Position.
Das ATX-Format sollte ab 2003 durch das damit inkompatible BTX-Format abgelöst werden, BTX konnte sich aber nicht durchsetzen und verschwand 2007 vom Markt. Im Vergleich zu BTX sind bei ATX die Plätze für die Steckkarten an der anderen Seite der Hauptplatine angeordnet. Aus diesem Grund befindet sich die Hauptplatine im Gehäuse an der anderen Seitenwand. Bei senkrecht eingebauten Hauptplatinen wirkte sich dies auf die Lage der Kühlkörper von Steckkarten aus.
AMD kündigte Anfang September 2007 das DTX-Format an, das für sparsame Benutzer gedacht ist, da es kleiner und zum größten Teil ATX-kompatibel ist.

### ATX-Hauptplatine

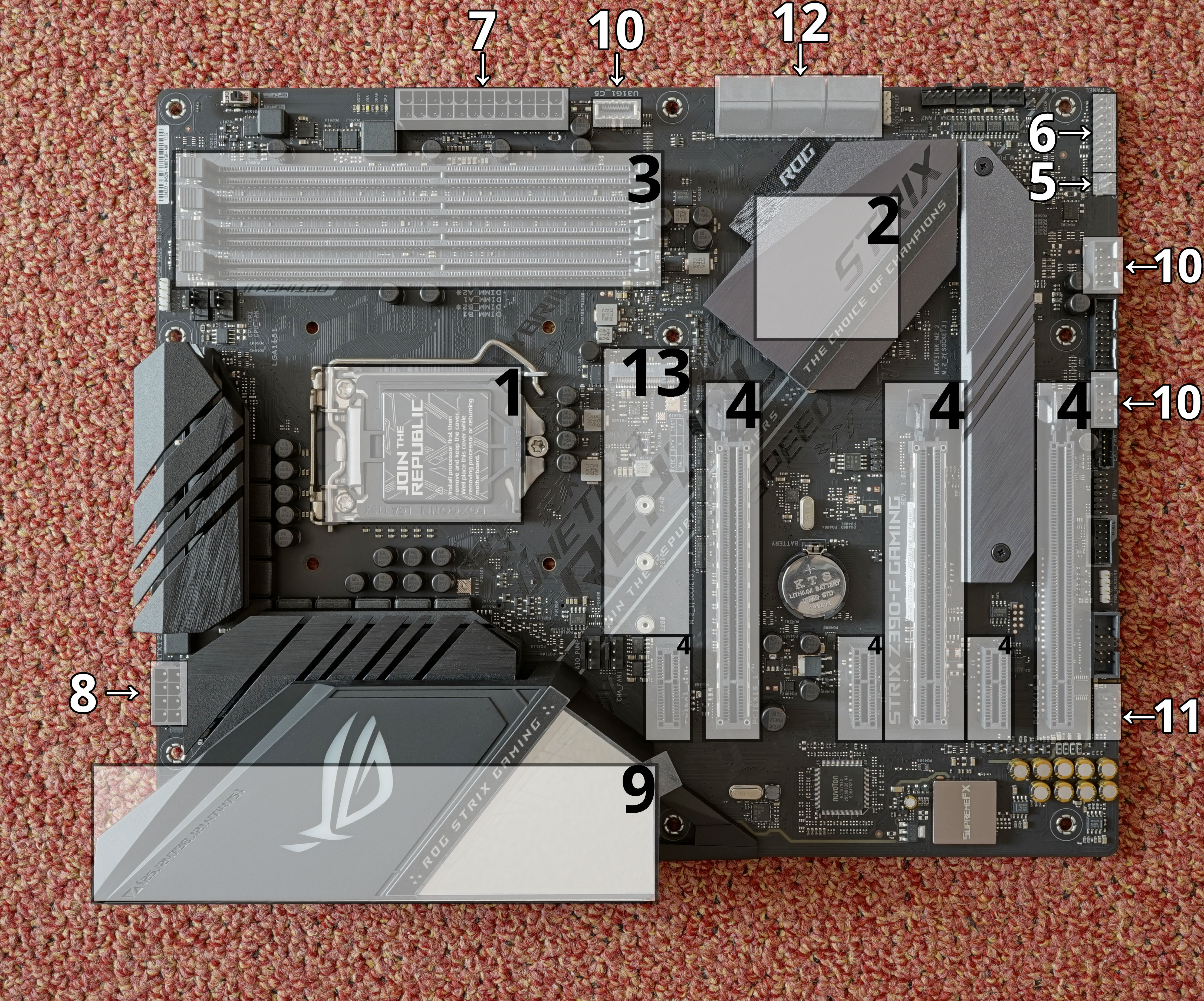
ATX-Hauptplatine mit Z390-Chipsatz von Asus. Es handelt sich dabei um ein Gaming-Mainboard.

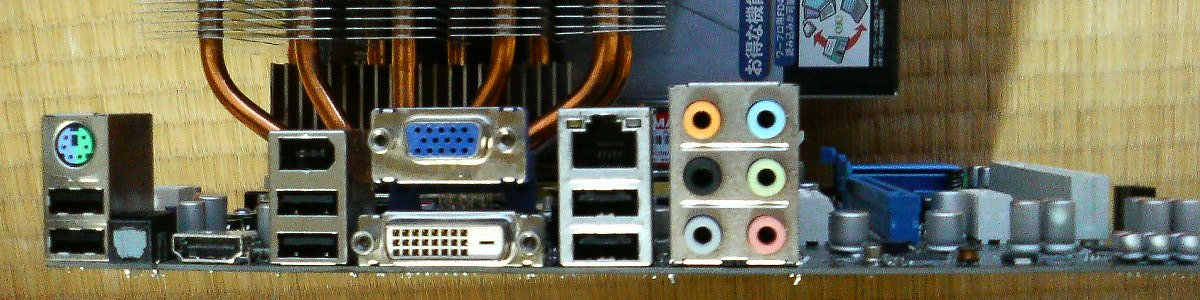
9) Externe Anschlüsse, auch Back Panel genannt. Von links: PS2-Kombi-Anschluss für Maus und/oder Tastatur (violett/grün kodiert), darunter 2× USB; TOSLINK; HDMI-Anschluss; IEEE 1394-Anschluss, darunter 2× USB; analoger VGA-Anschluss, darunter DVI; RJ-45-Netzwerkanschluss, darunter 2× USB; analoge Ton-Ein/Ausgänge (oft konfigurierbar)

| Nr. | Komponente                 | Beschreibung |
| --- | -------------------------- | --- |
| 1   | Prozessorsockel            | Land-Grid-Array-Sockel, hier ein Sockel 1151 zur Montage eines Intel Core-i-Prozessors. Es ist kein Prozessor im Sockel und die Schutzkappe ist noch vorhanden.                                                              |
| 2   | Chipsatz                   | Northbridge, ein Intel Z390-Chipsatz (unter der Abdeckung). |
| 3   | RAM-Steckplätze            | Steckplätze für den Arbeitsspeicher, in diesem Fall für DDR4 |
| 4   | PCI-Express-Steckplätze    | Drei PCIe-x16-Slots (lang), sowie drei PCIe-x1-Slots (kurz) befinden sich auf dem Mainboard. Die PCIe-x16-Slots können für ein oder mehrere Grafikkarten eingesetzt und per SLI oder Crossfire kombiniert werden.            |
| 5   | Jumper                     | Kleine Kurzschlussstecker zur Aktivierung oder Deaktivierung von Einstellungen (Hier: Jumper zum Zurücksetzen über den CLRTC-Pin).                                                                                           |
| 6   | Anschlüsse für Frontblende | Mit diesen werden Mainboard und Frontblende des Gehäuses verbunden: Hauptschalter, Power-Anzeige (On/Standby), Laufwerkaktivitäts-Anzeige. Weiterhin, sofern vorhanden, Resetknopf und der eingebaute Lautsprecher.          |
| 7   | 24-poliger ATX-Connector   | Die Hauptstromversorgung für die Hauptplatine durch das Netzteil. |
| 8   | 8-poliger ATX-Connector    | Anschluss für die Stromversorgung der CPU. Oft auch in zwei 4-polige ATX-Connectoren trennbar. |
| 9   | Externe Anschlüsse         | Diese Anschlüsse ragen aus dem Gehäuse heraus und dienen als Anschluss für Peripheriegeräte wie Maus, Tastatur oder USB-Geräte und werden über das I/O Shield an das Gehäuse angepasst. Siehe unteres Bild.                  |
| 10  | Interne USB-Anschlüsse     | Über diese werden z. B. USB-Anschlüsse an der Vorderseite des Gehäuses oder ein eingebauter Speicherkartenleser mit dem Mainboard verbunden.                                                                                 |
| 11  | AAFP-Soundanschluss        | An diesem Anschluss werden die Soundeingänge und -ausgänge des Frontpanels angeschlossen. |
| 12  | Serial-ATA-Anschlüsse      | Ermöglicht die Verbindung von Festplatten oder optischen Laufwerken mit der Hauptplatine. Oft werden jedoch keine optischen Laufwerke mehr eingebaut. Sie werden, wenn noch benötigt, per USB-Kabel an den PC angeschlossen. |
| 13  | M.2                        | M.2-Anschluss für Erweiterungskarten. Oft werden hier die besonders schnellen M.2-SSDs eingesetzt, die Lese- und Schreibgeschwindigkeiten von 2–10 GiB/s erreichen.                                                          |

## Weitere Bilder typischer Hauptplatinen

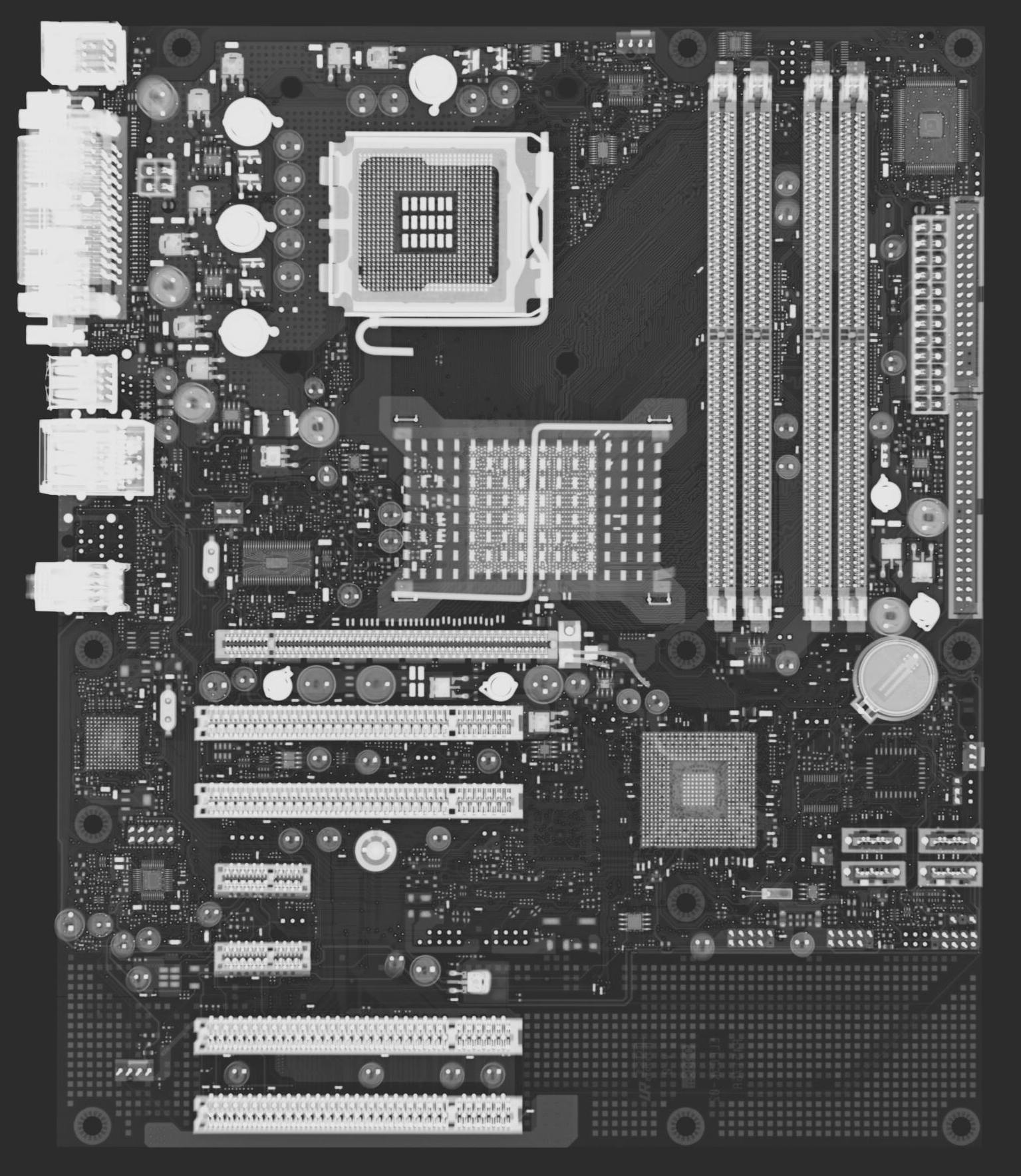
ATX-Hauptplatine unter Röntgenstrahlung aufgenommen
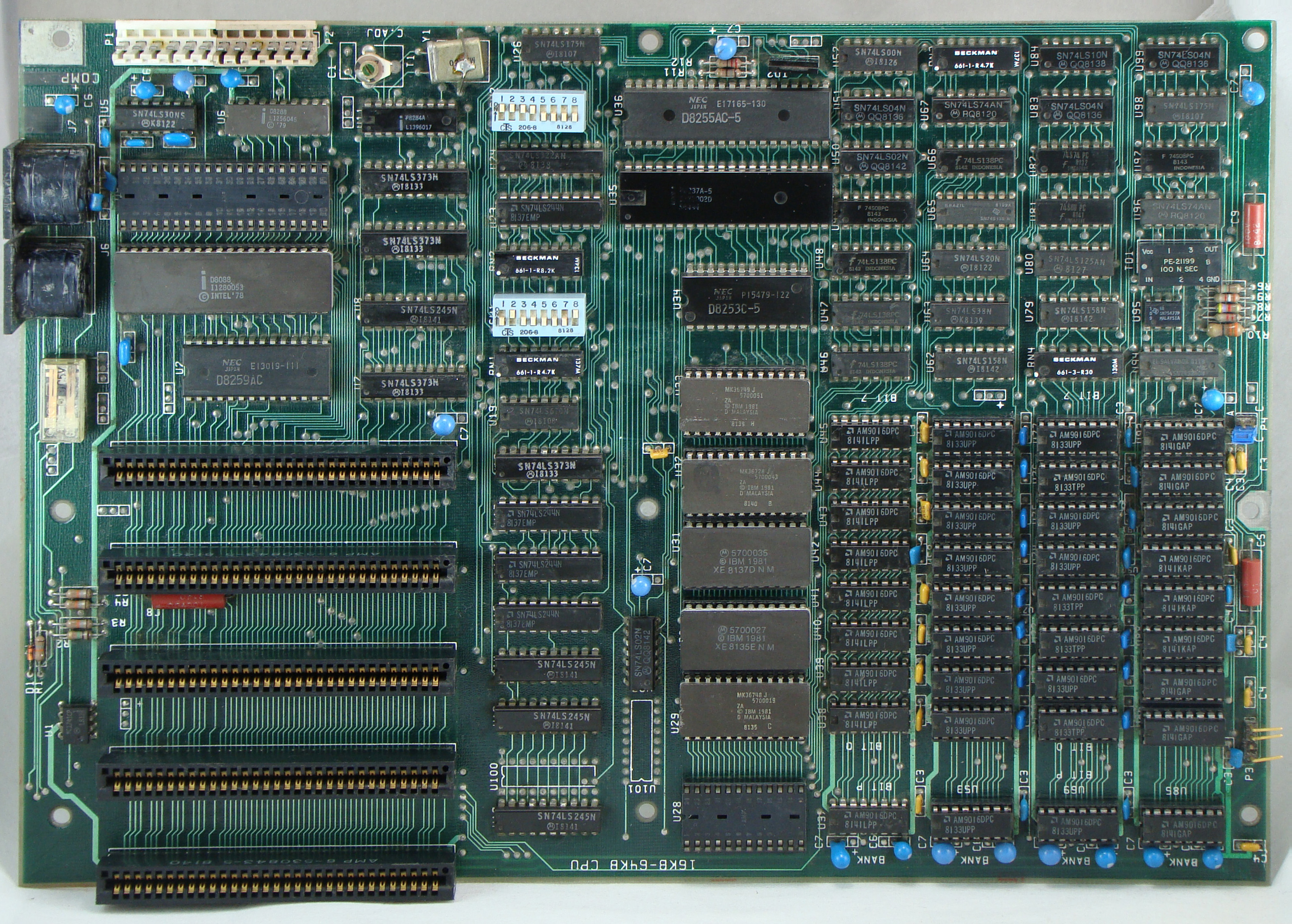
Motherboard des ersten PCs von IBM (Modell 5150) von 1981, zeittypisch noch mit einer großen Anzahl von 74xx-Logikbausteinen
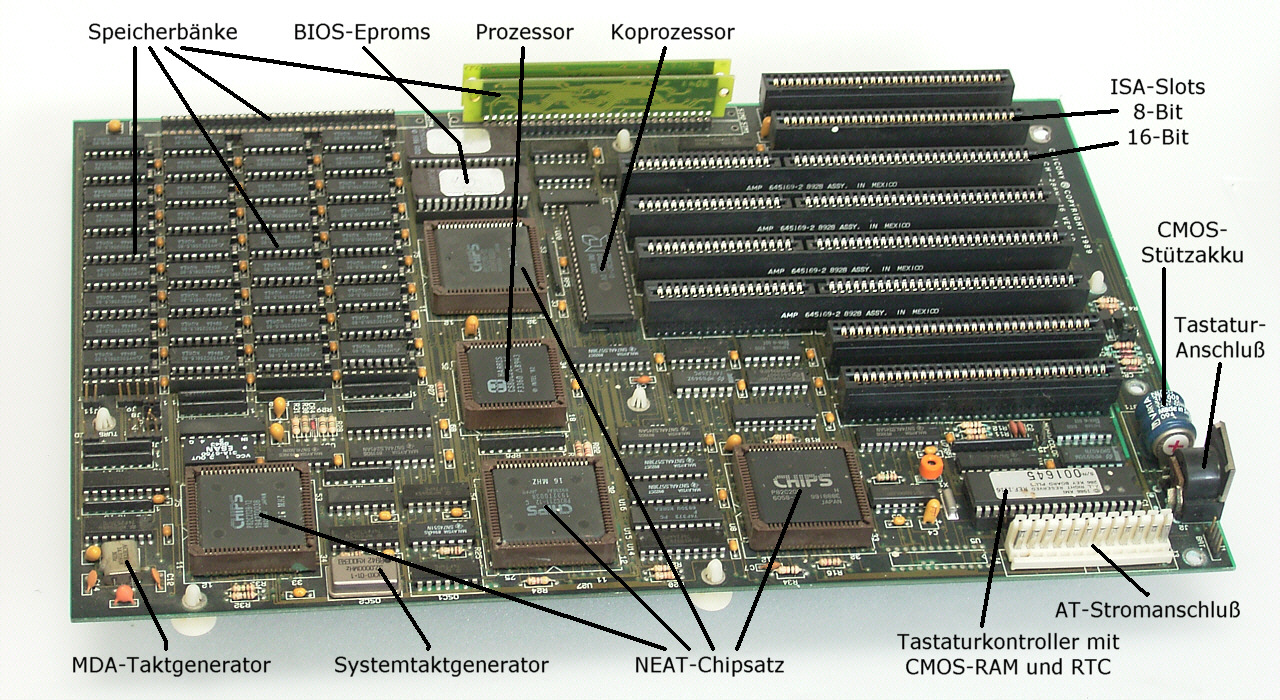
AT-Hauptplatine für 80286er CPUs und 16-Bit-ISA-Steckplätzen, Ende der 1980er Jahre
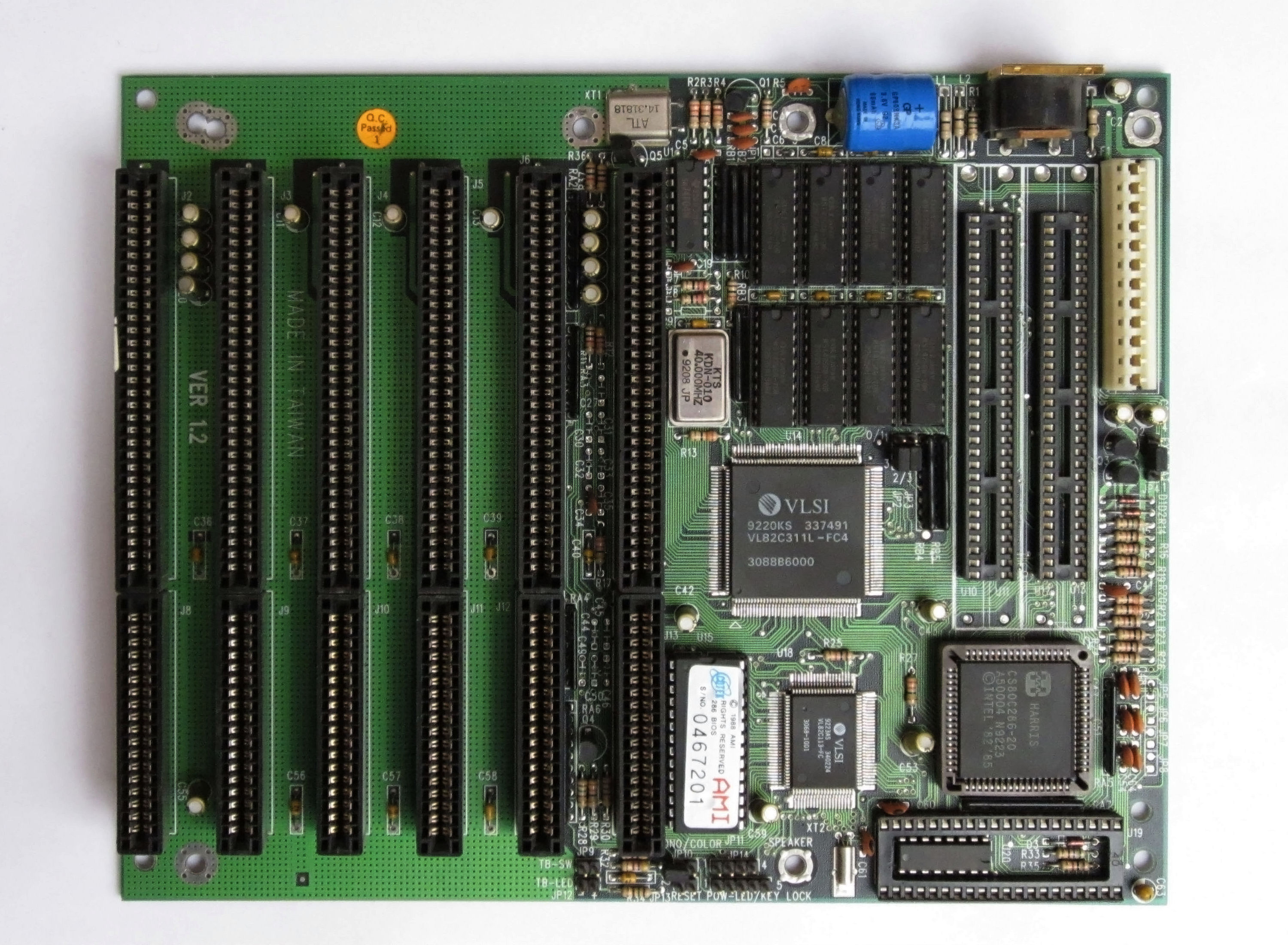
80286er Baby-AT-Hauptplatine von 1988
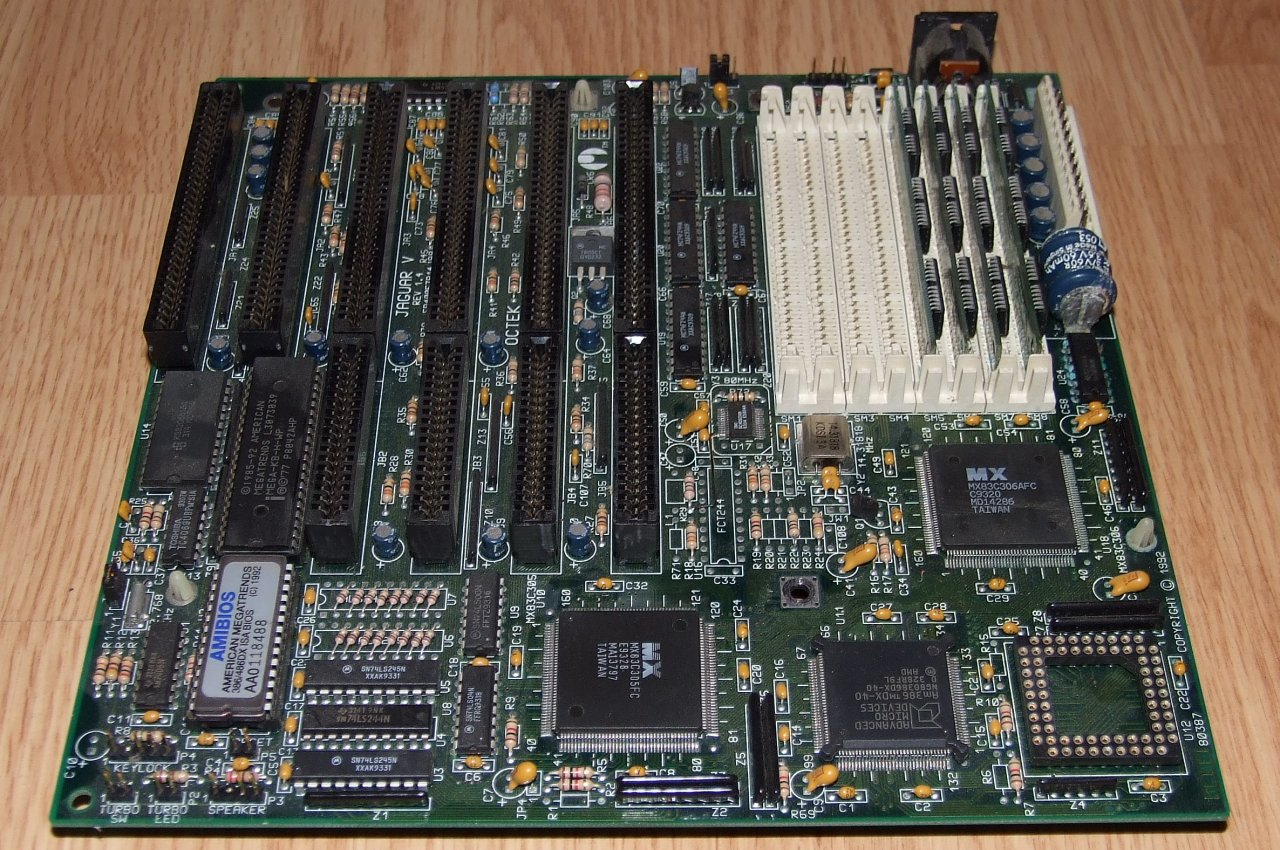
Hauptplatine mit 80386DX-CPU im AT-Format, Anfang der 1990er Jahre
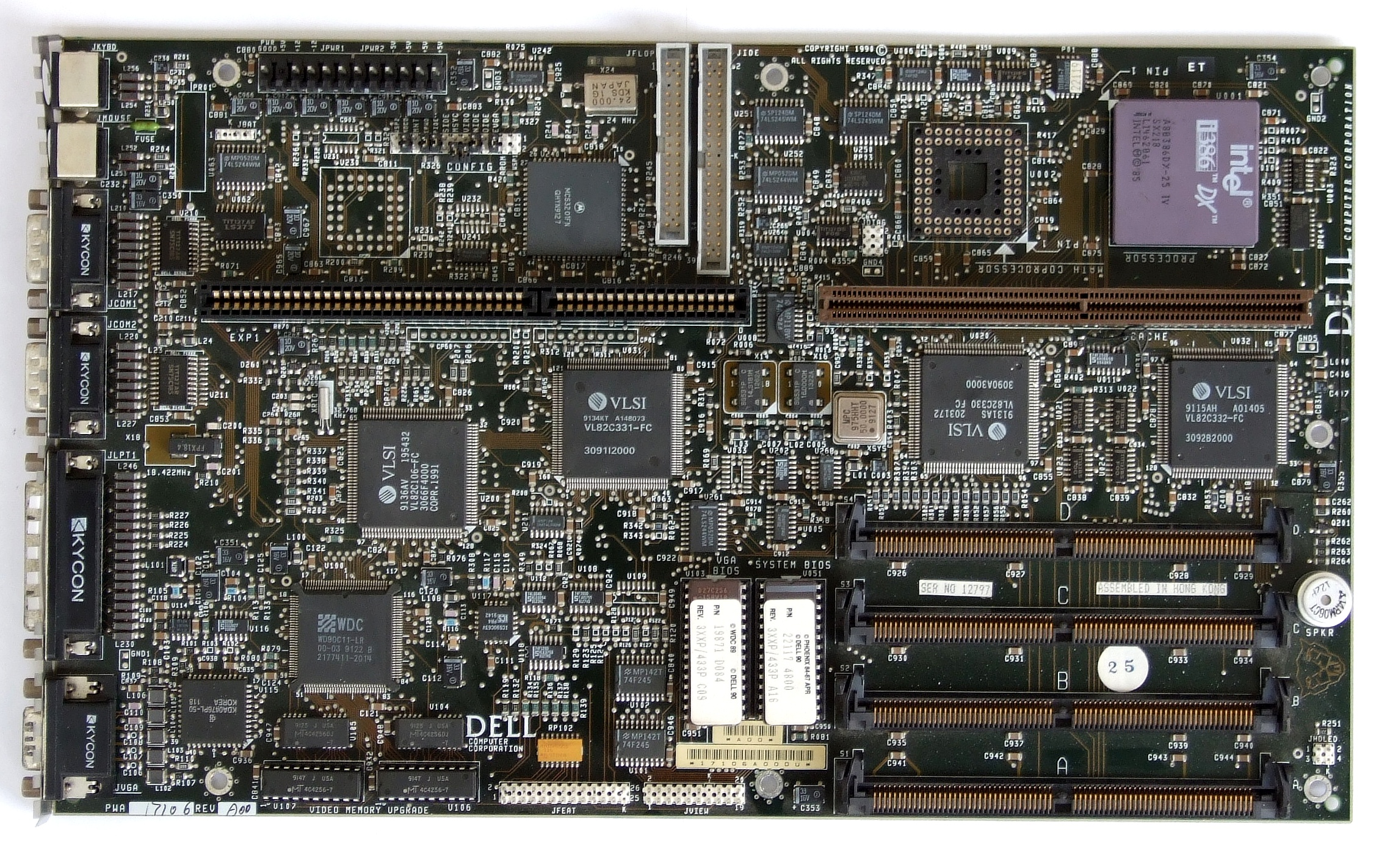
Mainboard vom Dell System 325P mit i386DX im LPX-Format, Steckplätze nur über LPX-Riser-Karte, Baujahr 1990
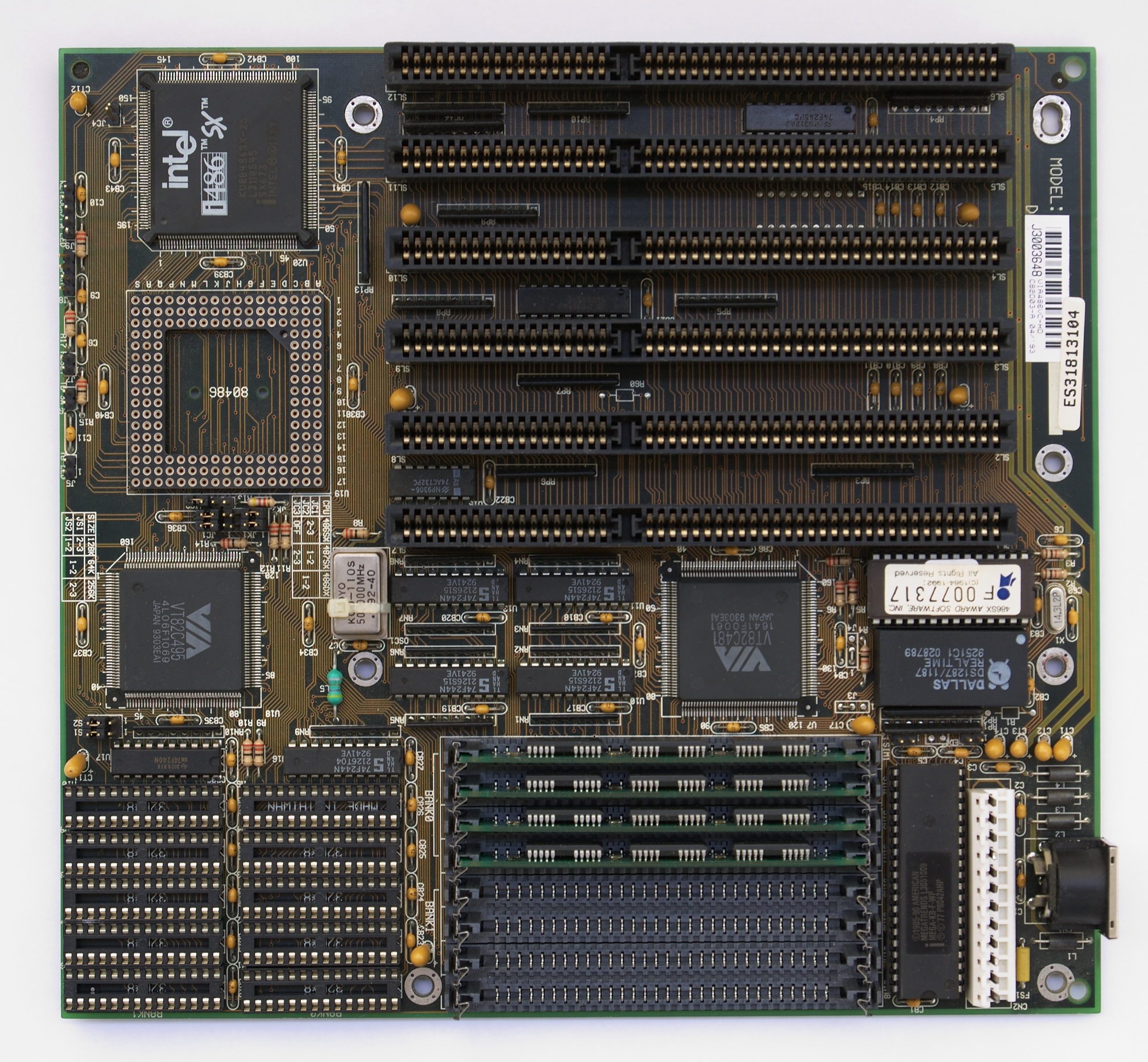
AT-Hauptplatine für 80486er-CPUs
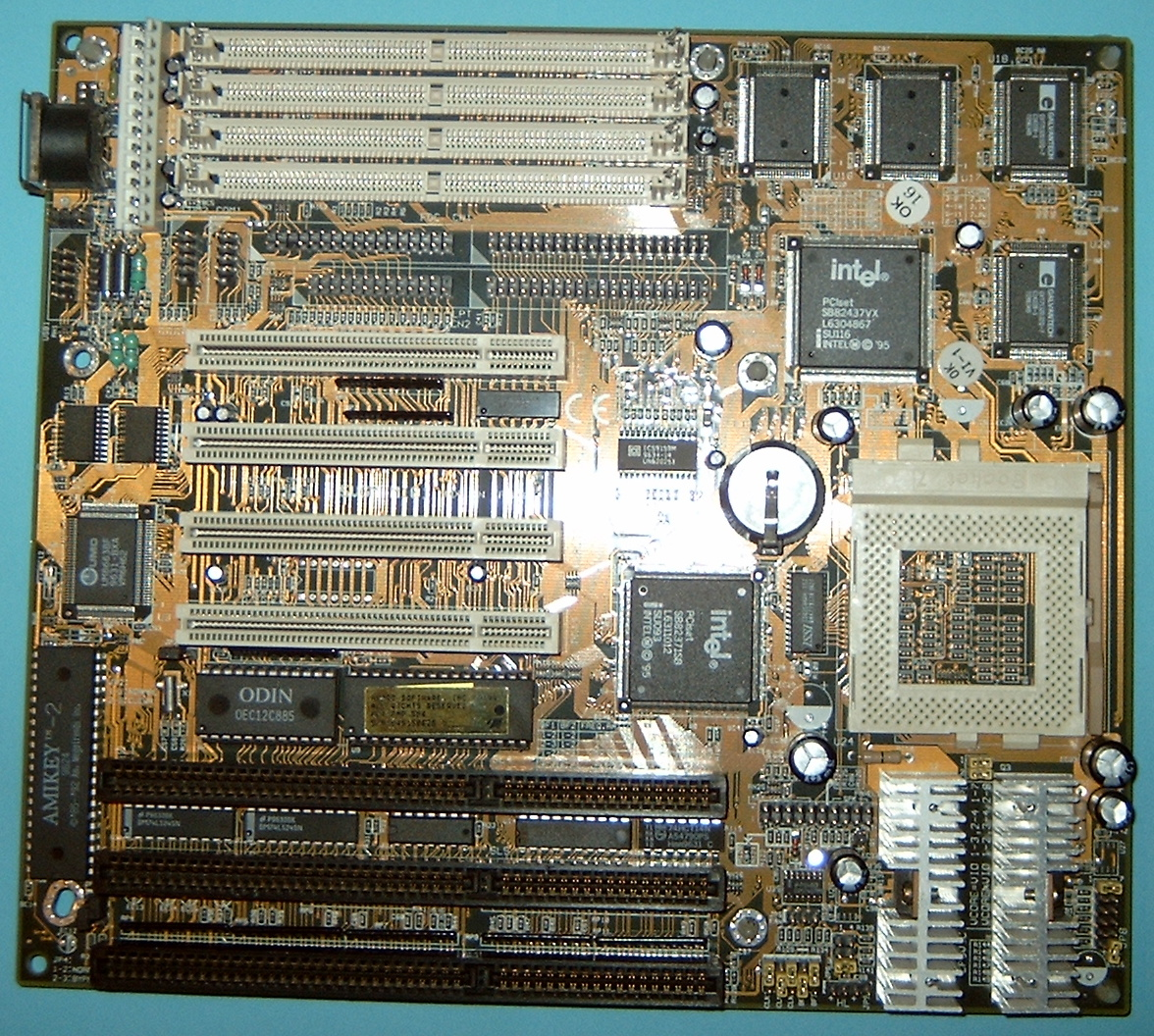
Sockel-7-AT-Hauptplatine, mit Längsregler für CPU-Spannungen, Baujahr 1996
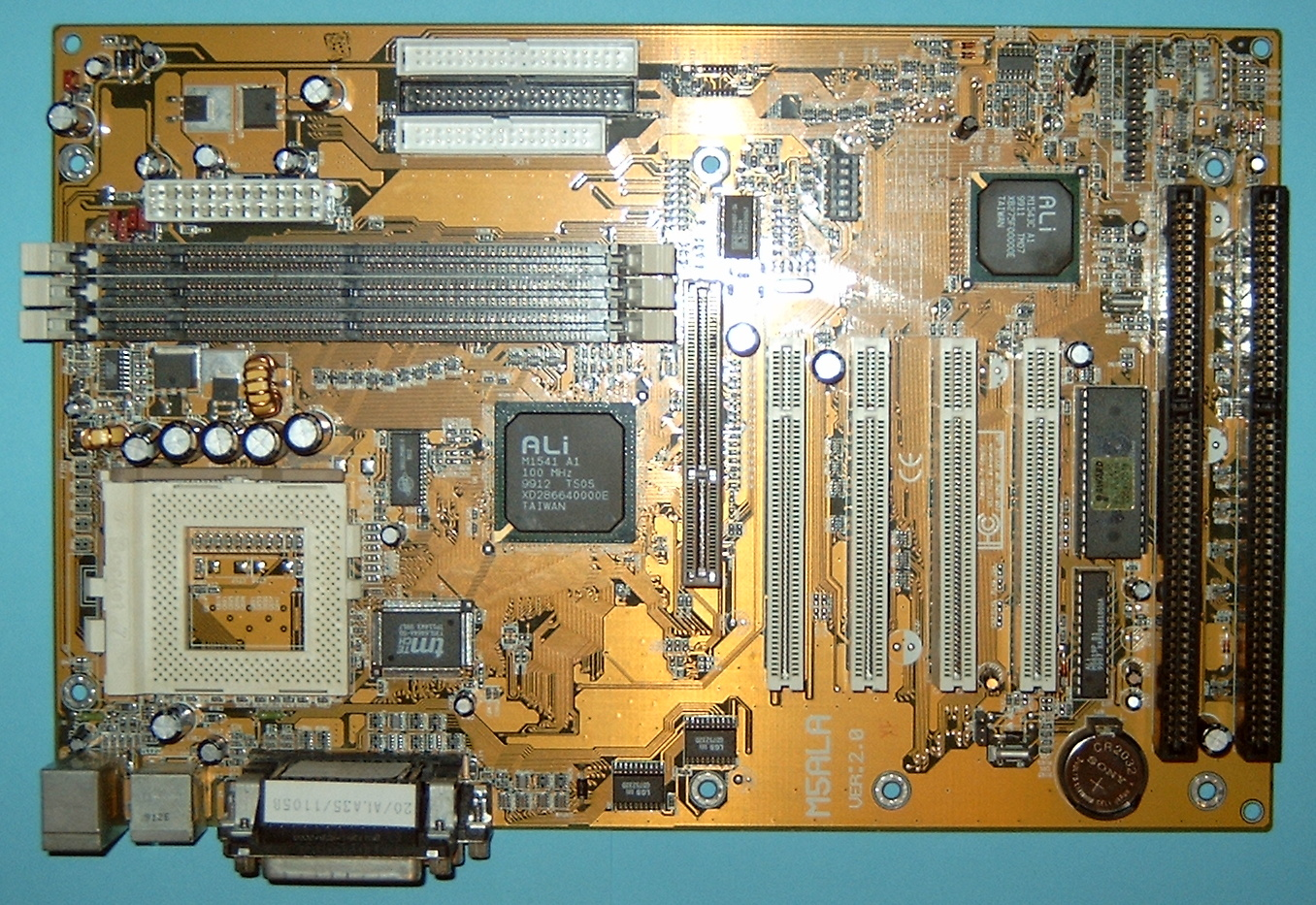
Super-Sockel-7-ATX-Hauptplatine, mit Abwärtswandler für CPU-Core-Spannung, Baujahr 1998 und 1999
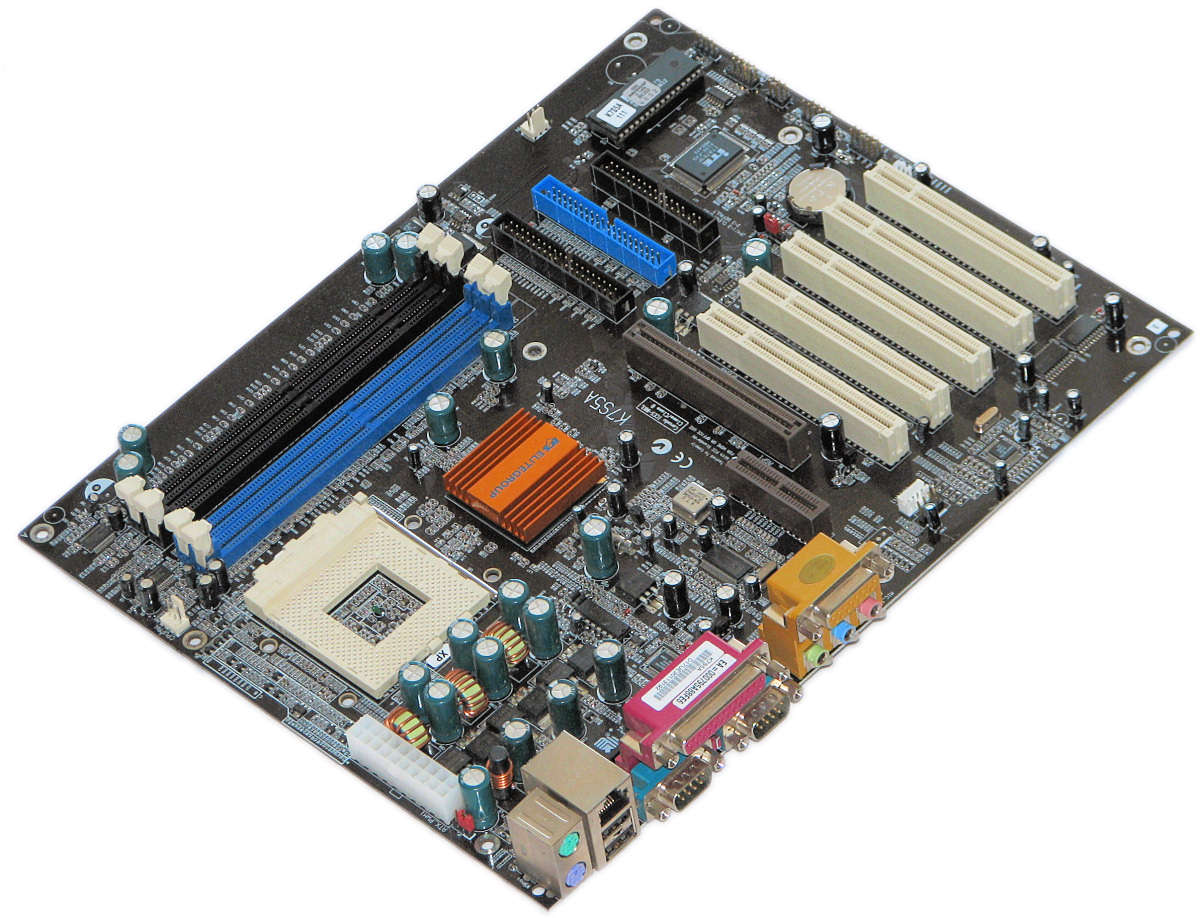
Nur vierlagige ATX-Hauptplatine mit Sockel-462 für AMD-CPUs und SiS735-Chipsatz in einem Chip, Baujahr 2001
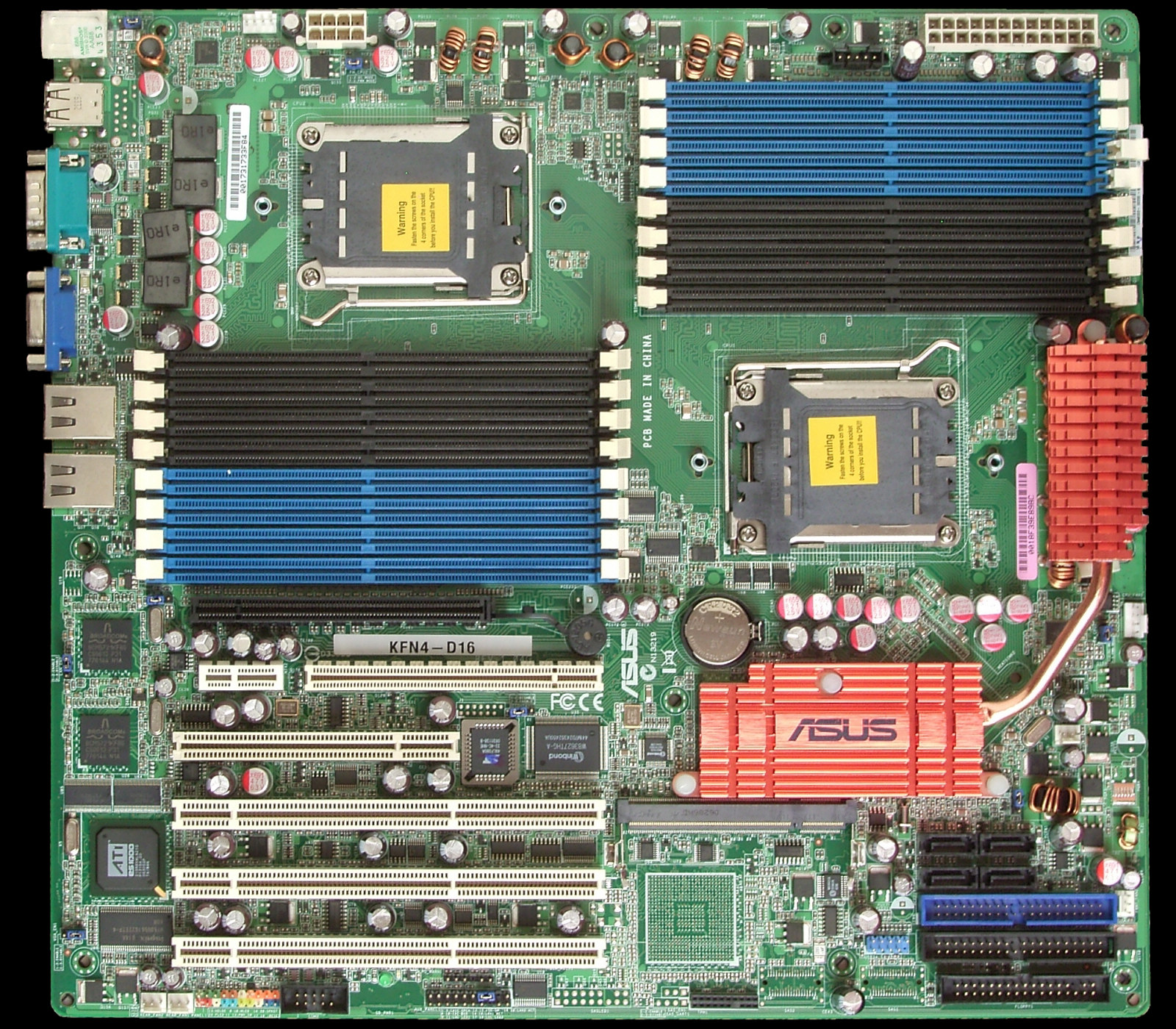
Server-Hauptplatine für zwei AMD Opteron-CPUs
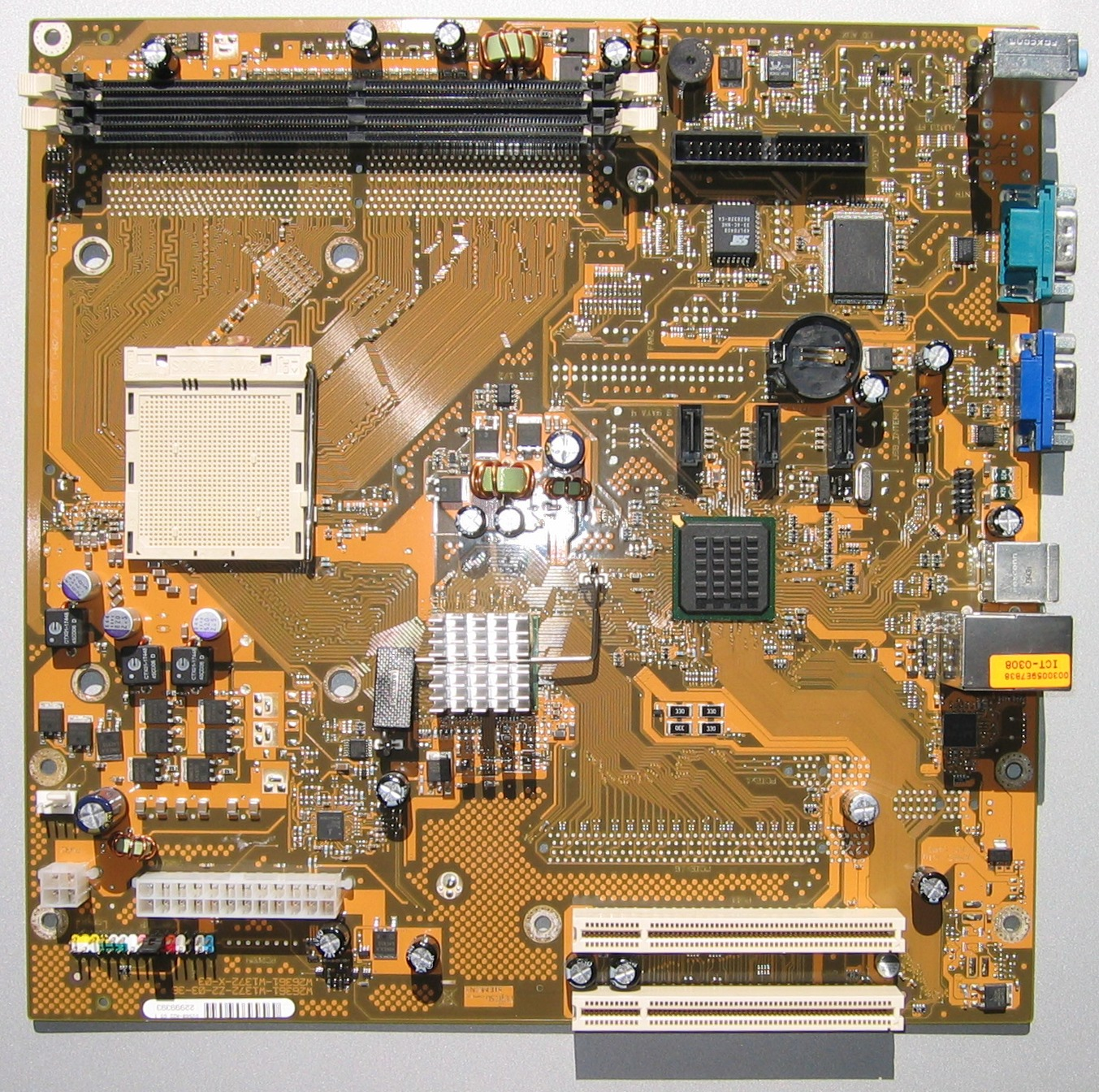
BTX-Format mit Socket AM2
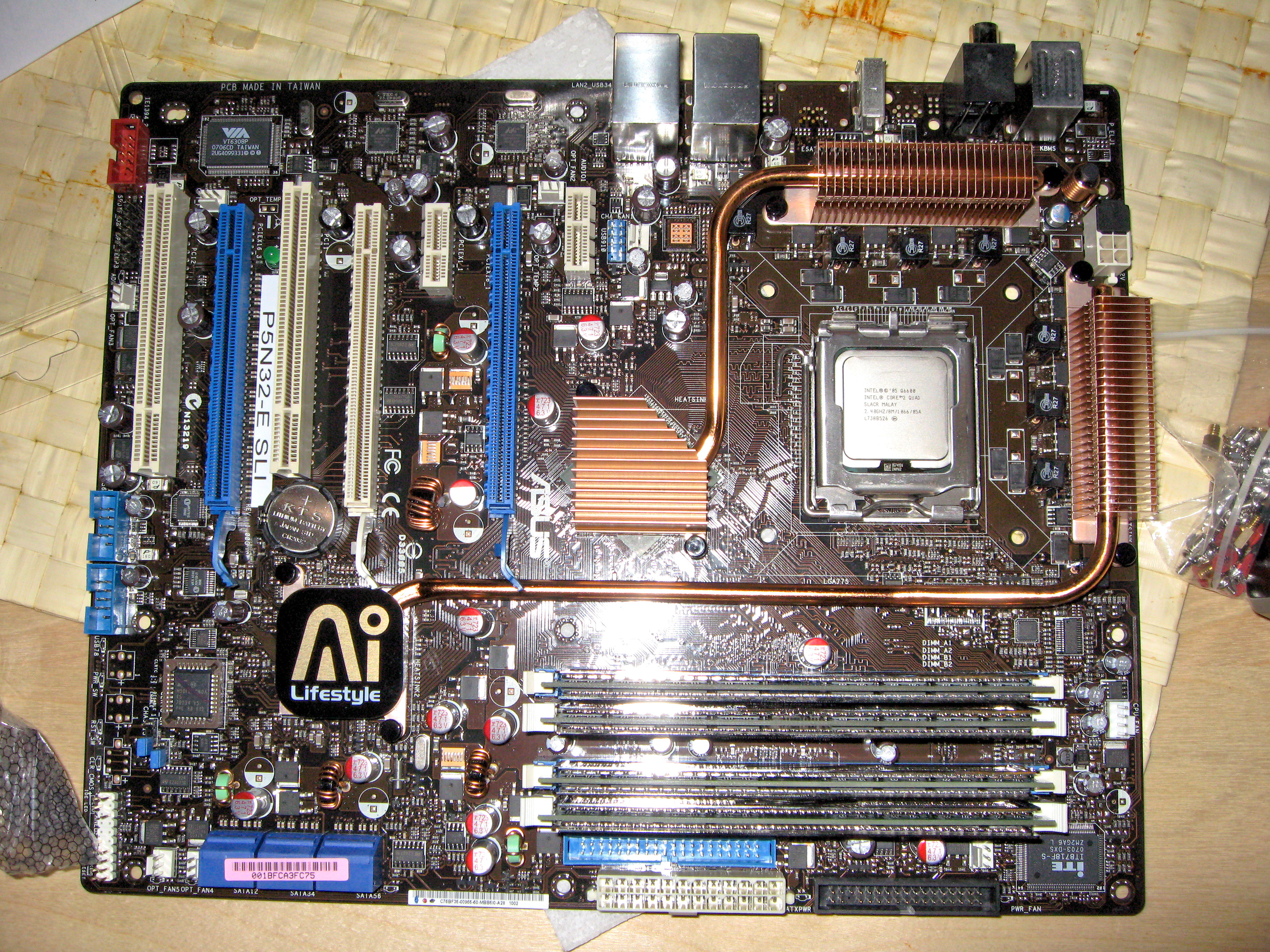
ATX-Hauptplatine für Sockel 775 (unterstützt Core 2 Duo/Quad), 2008, unterstützt SLI. CPU und RAM sind bereits installiert.
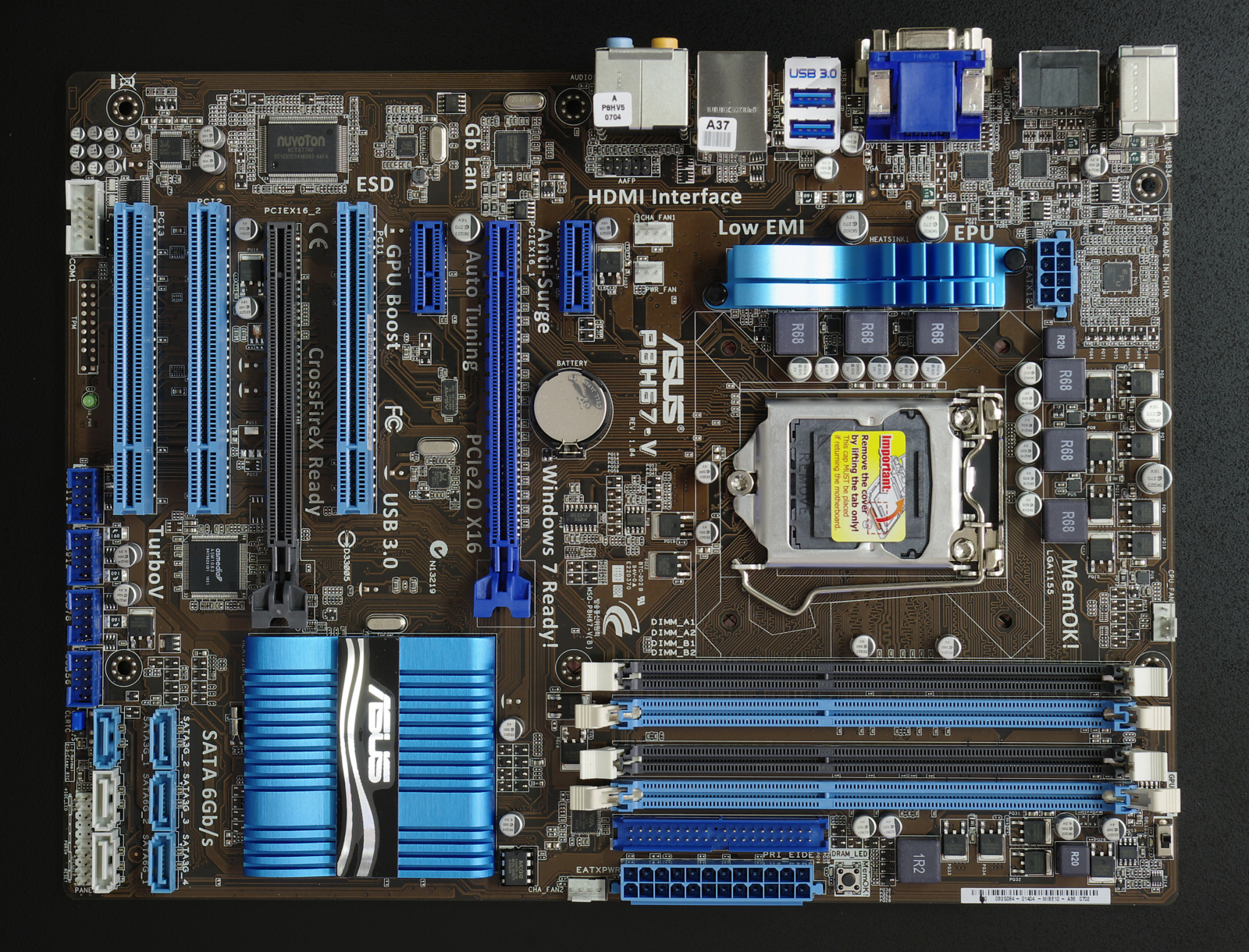
ATX – abgedeckter Socket 1155 – die Northbridge und meist auch eine GPU sind in dieser Architektur in die CPU integriert, PCI und PCIe 1x und 16x, DDR3-RAM, 2011
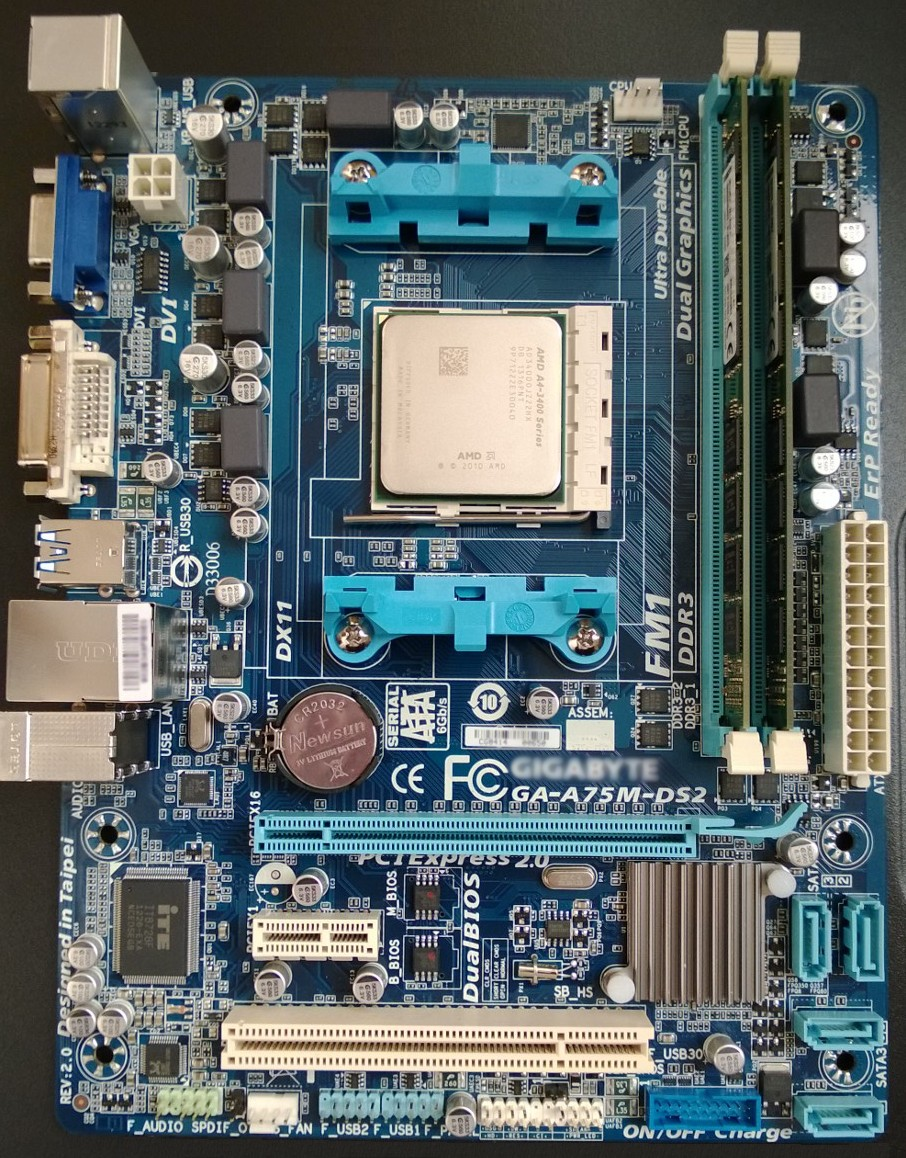
Flex-ATX-Board mit CPU und DDR3-RAM (Northbridge und Grafik sind in der CPU)
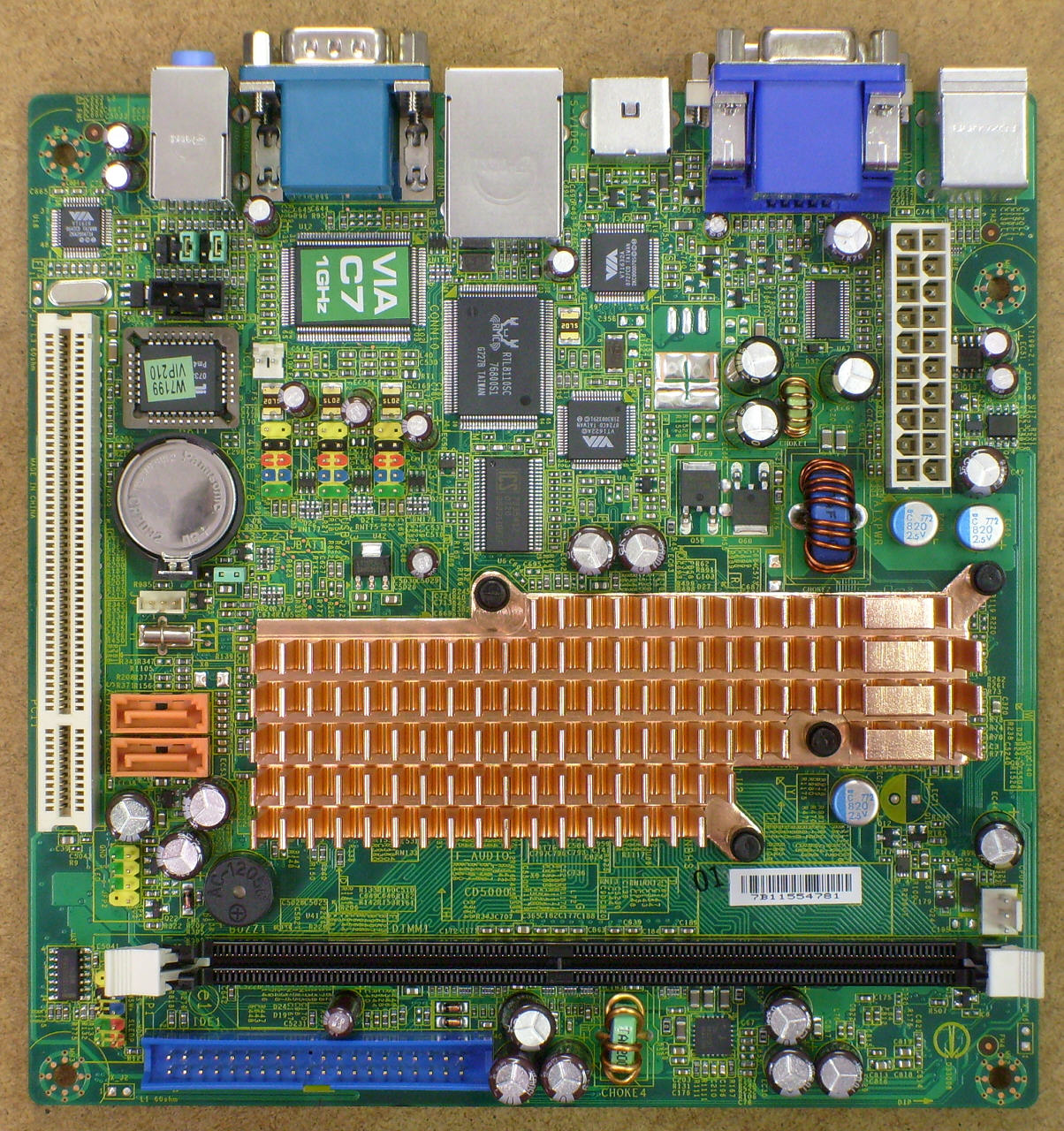
Mini-ITX-Board, CPU und Chipsatz passiv gekühlt, 2008
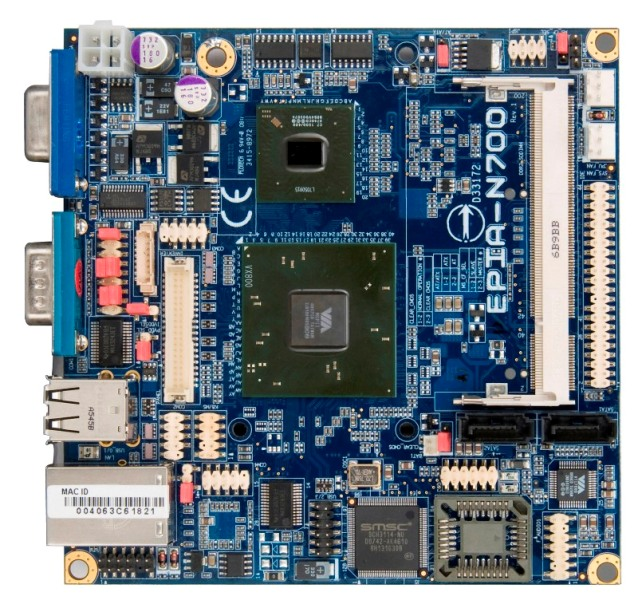
Nano-ITX Board mit abgenommenen Kühlkörpern, S0-RAM-Sockel, CPU aufgelötet, 2008
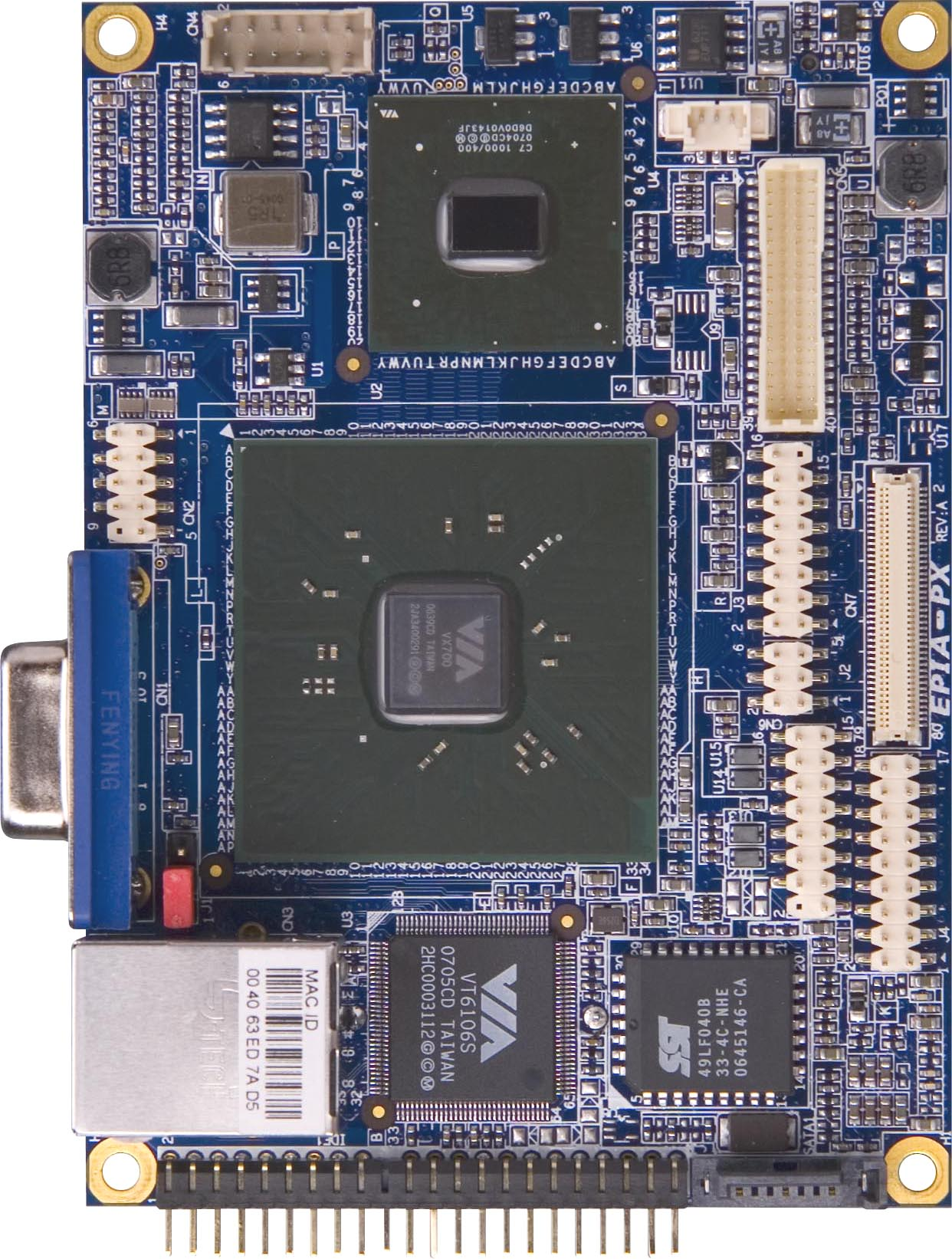
Pico-ITX board mit abgenommenen Kühlkörpern, CPU aufgelötet, 2008
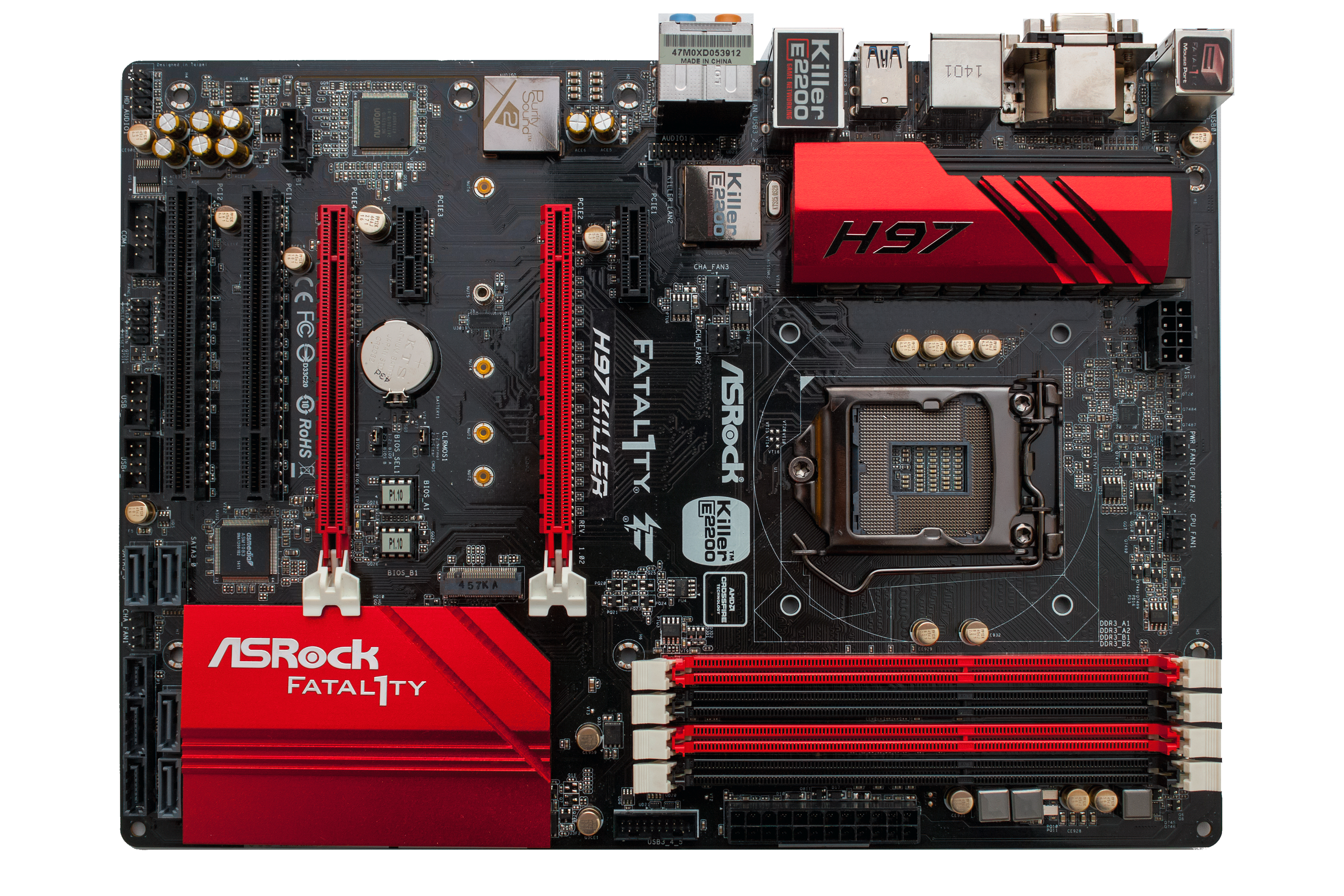
AsRock Fatal1ty H97 Killer mit Intel-Sockel LGA 1150
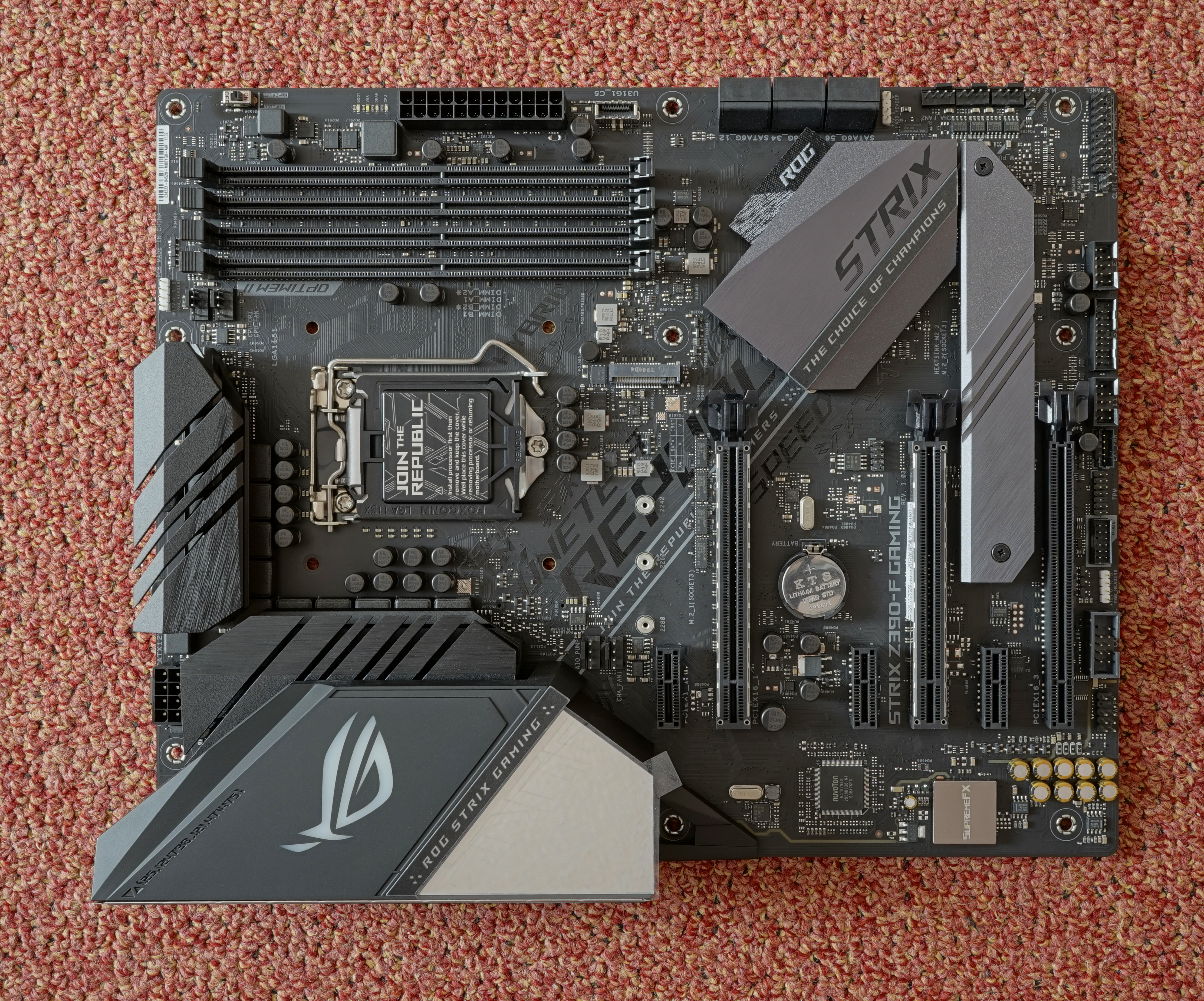
Beispiel für ein Gaming-Motherboard mit LGA1151-Sockel
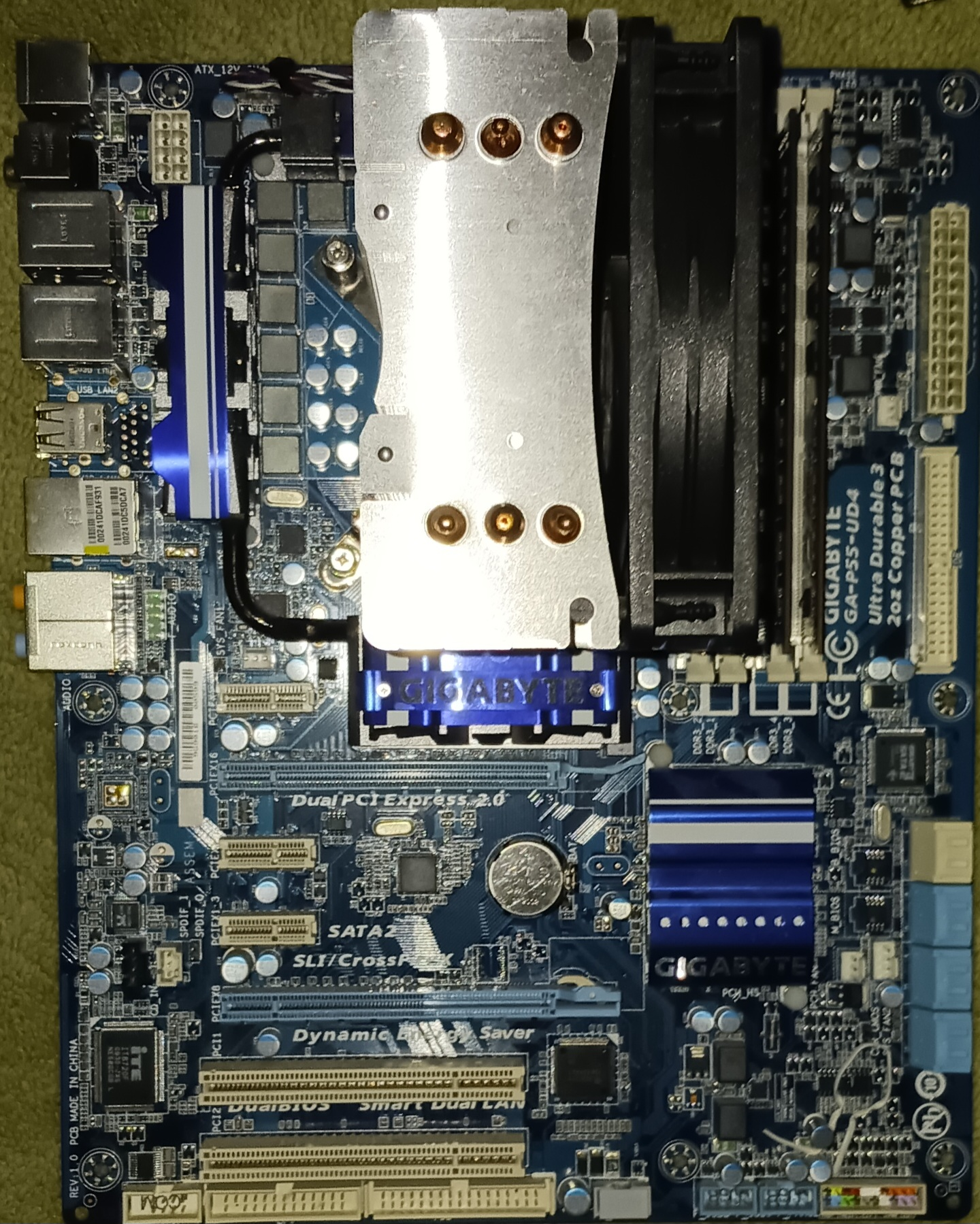
Ein Gigabyte GA-P55-UD4 mit CPU-Kühler aus den Jahren 2008–2012

## Trivia
Das Computerunternehmen IBM brachte 1981 seinen ersten Personal Computer (PC) auf den Markt. In dem Team, welches die Grundkomponenten entwickelte, gab es nur eine Frau, die Ingenieurin Patty McHugh. Da sie mit innovativen Ideen maßgeblich an der Entwicklung der Hauptplatine beteiligt war, wurde die Hauptplatine zunächst intern Motherboard genannt und McHugh erhielt den Spitznamen Mother of the Motherboard.